# San Luis (província)
San Luis é uma província da Argentina situada no centro-oeste do país. Limita-se ao norte com a província de La Rioja, a leste com Córdoba, ao sul com La Pampa, a oeste com Mendoza e a noroeste com San Juan.
Sua capital é a cidade homônima de San Luis.
Em 2001, sua população era de 367.933 habitantes.

## Divisão administrativa

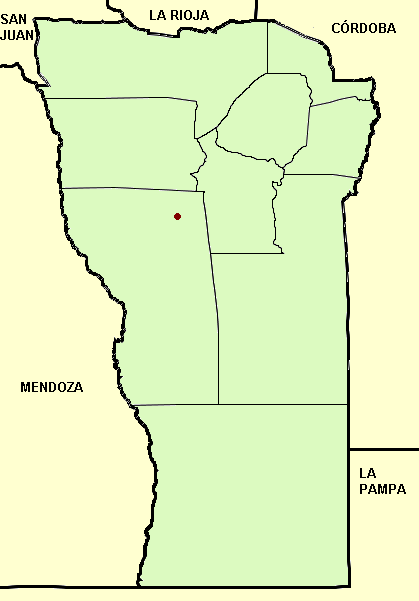
Divisão administrativa da província de San Luis e sua capital

A província é dividida em 9 departamentos:
- Ayacucho (San Francisco del Monte de Oro)
- Belgrano (Villa General Roca)
- Chacabuco (Concarán)
- Coronel Pringles (La Toma)
- General Pedernera (Villa Mercedes)
- Gobernador Dupuy (Buena Esperanza)
- Junín (Santa Rosa de Conlara)
- La Capital (San Luis)
- Libertador General San Martín (San Martín)